# Jack McGrath
Jack McGrath, född 8 oktober 1919 i Los Angeles, Kalifornien, USA, död 6 november 1955 i Phoenix, Arizona, USA, var en amerikansk racerförare.

## Racingkarriär
McGrath var mästare i det kalifornska hot rod-mästerskapet 1946, och gick sedan vidare till att köra i det nationella mästerskapet, samt Indianapolis 500, med en så kallad roadster, vilket var en ny konstruktion av tävlingsbilar. Efter att ha tagit två segrar säsongen 1950 för en niondeplats i mästerskapet, kom McGrath att bli seriens jämnaste förare de kommande åren, med mästerskapsraden 4-5-2-3, med pallplatserna 1953 och 1954 som höjdpunkter. Han nådde dock aldrig fram till titeln, och lyckades trots åtta försök aldrig vinna Indianapolis 500, med en tredjeplats 1951 som sitt bästa resultat. Tävlingen räknades in i det årets Förar-VM, vilket gör att McGrath blev registrerad för en pallplats inom formel 1, utan att någonsin ha kört en formel 1-bil. Han tog även pole position 1954 (vilket gav honom en pole position i VM), men han blev ännu en gång trea, vilket gav honom en andra tredjeplats i formel 1. McGrath förolyckades på dirtovalen i Phoenix, Arizona i 1955 års sista deltävling.